# Hoplocorypha saussurii
Hoplocorypha saussurii es una especie de mantis de la familia Thespidae.

## Distribución geográfica
Se encuentra en Kenia, Namibia y Tanzania.